# Rio Surcã Dária
O rio Surcã Dária (em usbeque: Surxondaryo; em russo: Сурхандарья; romaniz.: Surkhandarya) é um afluente pela margem direita do Amu Dária que nasce no Uzbequistão na confluência dos rios Rio Karatag e Toʻpolondaryo, corre para sul ao longo de 175 km e desagua no Amu Dária em Termez (Uzbequistão), na fronteira com o Afeganistão. A sua bacia hidrográfica tem 13 500 km² e o caudal médio a 6 km da foz é 65,8 m³/s (metros cúbicos por segundo) ou, segundo outras fontes, 50 m³/s. Dá o nome à província uzbeque homónima.
Considerando o Karatag como sendo o curso superior do Surcã Dária, então o seu comprimento aumenta para 287 km e a nascente é no antigo glaciar de Diakhandara (completamente fundido desde pelo menos 1958), na cordilheira de Gissar (parte ocidental do sistema  Pamir-Alai), no Tajiquistão.

## Geografia
O Karatag, frequentemente referenciado como sendo o curso superior do Surcã Dária, nasce nas vertentes meridionais dos montes Gissar, na região tajique de Nohiyahoi tobei Jumhurii, cerca de 50 km a noroeste da capital tajique Duchambé. Ao longo de todo o seu percurso segue a direção sul. Entra no Uzbequistão cerca de 70 km depois da nascente e atravessa praticamente toda a província de Surcã Dária, passando pela cidade de Denov, onde o seu afluente Sangardak tem a sua foz, seguindo depois para Termez, na fronteira afegã, onde desagua no Amu Dária.[carece de fontes?]
Os seus principais afluentes são o Karatag, o Dachnabad, o Obizarang, o Tupalang e o Sangardak.[carece de fontes?]
No seu curso superior (Karatag), o Surcã Dária é um rio muito caudaloso, alimentado pelas precipitações dos montes Gissar, sobretudo na forma de neve,[carece de fontes?] o que explica que o seu caudal máximo perto da nascente ocorra em julho e agosto. O seu caudal na fronteira uzbeque, medido entre 1961 e 1990, ascendia a 34 m³/s.[carece de fontes?] A 6 km da foz era 68,5 m³/s ou, segundo outras fontes, 50 m³/s. Em Termez chega a secar completamente no final do verão, embora o caudal máximo médio no mesmo local chegue aos 390 m³/s em abril. O caudal que chega à foz é fortemente diminuído pelo facto da sua água ser intensamente usada para irrigação de vastas áreas agrícolas a norte e noroeste de Termez.[carece de fontes?]
O habitat predominante no vale do Surcã Dária é constituído por tugais e canaviais, onde no passado viviam tigres-do-cáspio (extintos desde os anos 1960 ou 1970) e abundavam veados e javalis.